# Serasker
Serasker (osmansko turško سرعسكر‎, serasker) je bil naziv velikega vezirja Osmanskega cesarstva, ko je poveljeval osmanski vojski.
Po ukinitvi janičarjev leta 1826 je sultan Mahmud II. na seraskerja  prenesel tudi funkcijo nekdanjega age janičarjev. Položaj seraskerja je s tem postal zelo močan, ker je združeval funkciji vrhovnega poveljnika vojske in vojnega ministra. S prevzemom dolžnosti age janičarjev je bil zadolžen tudi za vzdrževanje reda v Istanbulu. Z razvojem policijskega sistema in vedno večjo centralizacijo državne uprave, je bil položaj seraskerja do leta 1845, ko je policija postala samostojna, eden od najmočnejših položajev v državi. 
Sedež seraskerja in njegovega štaba (bab-i seraskeri ali serasker kapısı - "Serakerjeva vrata") je bil sprva v Eski Saraju. Leta 1865 so ga preselili v zanj zgrajene stavbe. Leta 1879 se je urad preimenoval v Ministrstvo za vojno (Harbiye Nezareti) in leta 1890 dobil staro ime. Leta 1908 se je urad dokončno preimenoval v Ministrstvo za vojno.

## Pomembni seraskerji
- Koča Husrev Mehmed Paša
- Mehmed Namik Paša[2]
- Pargali Ibrahim Paša
- Damat Rustem Paša
- Mehmed Riza Paša